# 마메다정
마메다정(豆田町)은 오이타현 히타군에 설치되었던 정이다. 현재의 히타시에 해당한다.